# مارگارت رودز
مارگارت رودز (انگلیسی: Margaret Rhodes؛ ۹ ژوئن ۱۹۲۵ – ۲۵ نوامبر ۲۰۱۶) اشراف‌زاده اهل بریتانیا و دختر خاله الیزابت دوم بود.
وی مفتخر به دریافت نشان‌هایی همچون نشان سلطنتی ویکتوریایی شده‌است.